# Mikes Tsamīs
Mikes Tsamīs (in greco Μικές Τσάμης?; 1895) è stato un pallanuotista greco.
Ha rappresentato la Grecia nel torneo di pallanuoto ai Giochi di Anversa 1920.